# Rhabderemia batatas
Rhabderemia batatas är en svampdjursart som beskrevs av Ilan, Gugel och van Soest 2004. Rhabderemia batatas ingår i släktet Rhabderemia och familjen Rhabderemiidae. Inga underarter finns listade i Catalogue of Life.